# 舍夫琴基 (格洛比諾區)
49°26′35″N 33°24′10″E / 49.44306°N 33.40278°E
舍夫琴基（烏克蘭語：Шевченки），是烏克蘭中部的村莊，隸屬波爾塔瓦州的克雷門丘克區。該村距離西連基0.5公里，面積1.59平方公里，海拔高度115米，2001年人口161。